# Atif Abaid

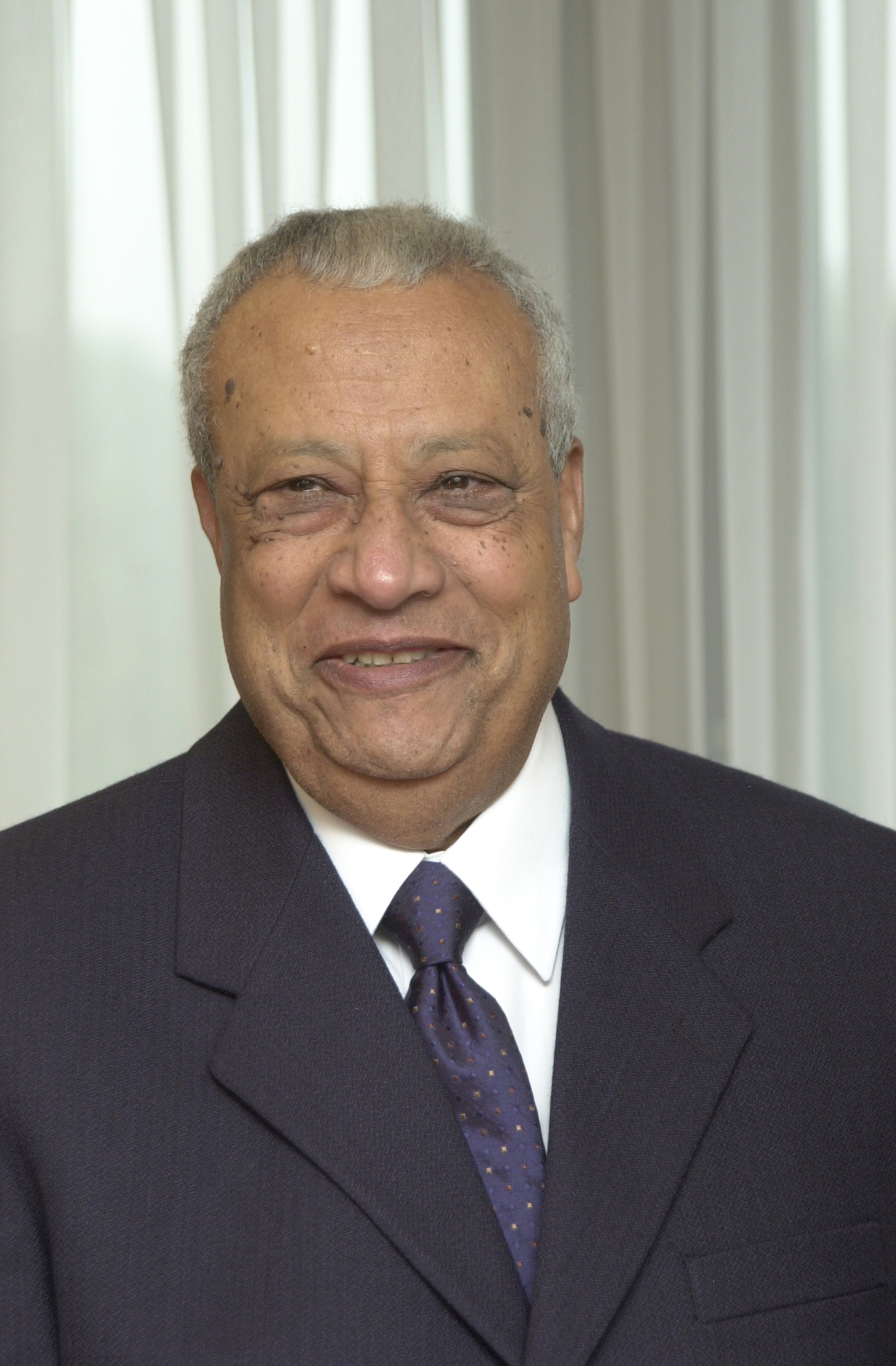
Atif Abaid (2002)

Atif Muhammad Abaid (auch Atef Ebeid; arabisch عاطف محمد عبيد ʿĀtif Muḥammad ʿUbayyid, ägyptisch-arabisch ʿAtif Muḥammad ʿAbaid; * 14. April 1932 in Tanta; † 12. September 2014) war ein ägyptischer Politiker und Ministerpräsident seines Landes vom 5. Oktober 1999 bis zum 9. Juli 2004.
Abaid war zunächst Minister für die staatlichen Unternehmen und Privatisierung unter Kamal al-Ganzuri und löste 1999 diesen als Ministerpräsident ab. In dieser Funktion leitete er das Kabinett Abaid. Sein Nachfolger im Amt wurde Ahmad Nazif.
Nach der Revolution in Ägypten wurde er am 1. März 2012 wegen Verschwendung von öffentlichen Mitteln zu einer Freiheitsstrafe von zehn Jahren verurteilt.